# Диалекты армянского языка
Диале́кты армя́нского языка́ (арм. Հայերենի բարբառները) — территориальные разновидности армянского языка, существующие на территории исторической Армении.
Основополагающий принцип классификации армянских диалектов ввёл лингвист Рачия Ачарян в 1909 году. В его классификацию вошли диалекты армянского языка, существующие на территории современных Турции, Армении, Азербайджана, Грузии, Ирана, а также стран вне исторической Армении, где проживала армянская община, у которой сложилась своя своеобразная разновидность армянского языка. В ходе исследований он выявил и классифицировал по трём ветвям 31 живой диалект армянского языка, взяв за основу различия в образовании глаголов от первого лица настоящего времени: 
- ветвь «ум» (варианты: -um, -am, -im);
- ветвь «ке» (варианты: kə, ku, gə, gu, ga, gi, go);
- ветвь «эл» (варианты: -el, -il, -al).

Для сравнения, русская форма глагола «точу» в первом случае будет «sərum em», во втором – «gə sərem», в третьем – «sərel em»

## История изучения
Древнейшие сведения о диалектах армянского языка носят случайный характер. Так, Езник Кохбаци, в связи с анализом слова ays, различает «нижние» (южные) и «верхние» (северные) диалекты. В «Житие Маштоца» Корюн говорит о трудностях при обучении детей грамоте в связи с местными языковыми различиями. С переводом «Грамматического искусства» Дионисия Фракийского сведения о диалектах приобретают более систематический характер: почти все армянские толкователи Дионисия упоминают диалекты армянского. Их классификацию первым даёт Степанос Сюнеци, выделяя «центральные» и «периферийные» (корчайский, тайкский, хутский, Четвёртой Армении, сперский, сюникский и арцахский) диалекты. В связи с изучением армянского языка европейцами в XVII—XVIII веках появляются новые данные об армянских диалектах. Значительное количество диалектных слов содержится в «Словаре армянского языка» (издан в 1633 году) Франческо Риволы, а «Сокровищница армянского языка» (издан в 1711 году) Иоанна Йоахима Шрёдера содержит сведения об агулисском, джульфинском, тбилисском, карабахском, малоазийском и ванском диалектах. Армянский средневековый автор Ованес Ерзнкаци в своих комментариях к грамматике Дионисия Фракийского отмечал 8 древних армянских наречий: корчайкское, тайкское, хутайское (сасунское), сперское, западноармянское (язык западных армян), сюникское, арцахское и араратское. Знание последнего, согласно армянскому автору, достаточно для литературного образования. Керопэ Патканов выделял следующие диалекты армянского языка: Араратский (или Кавказский, к которому причислялись все поднаречия России и Закавказья), тифлисский, западноармянский, ванский, мокский, сасунский, бейланский (в окрестностях Антиохии), зокского (в Агулисе и некоторых сёлах Карабаха), гохтнийского и джугинского.

## Диалекты армянского языка согласно Р. Ачаряну

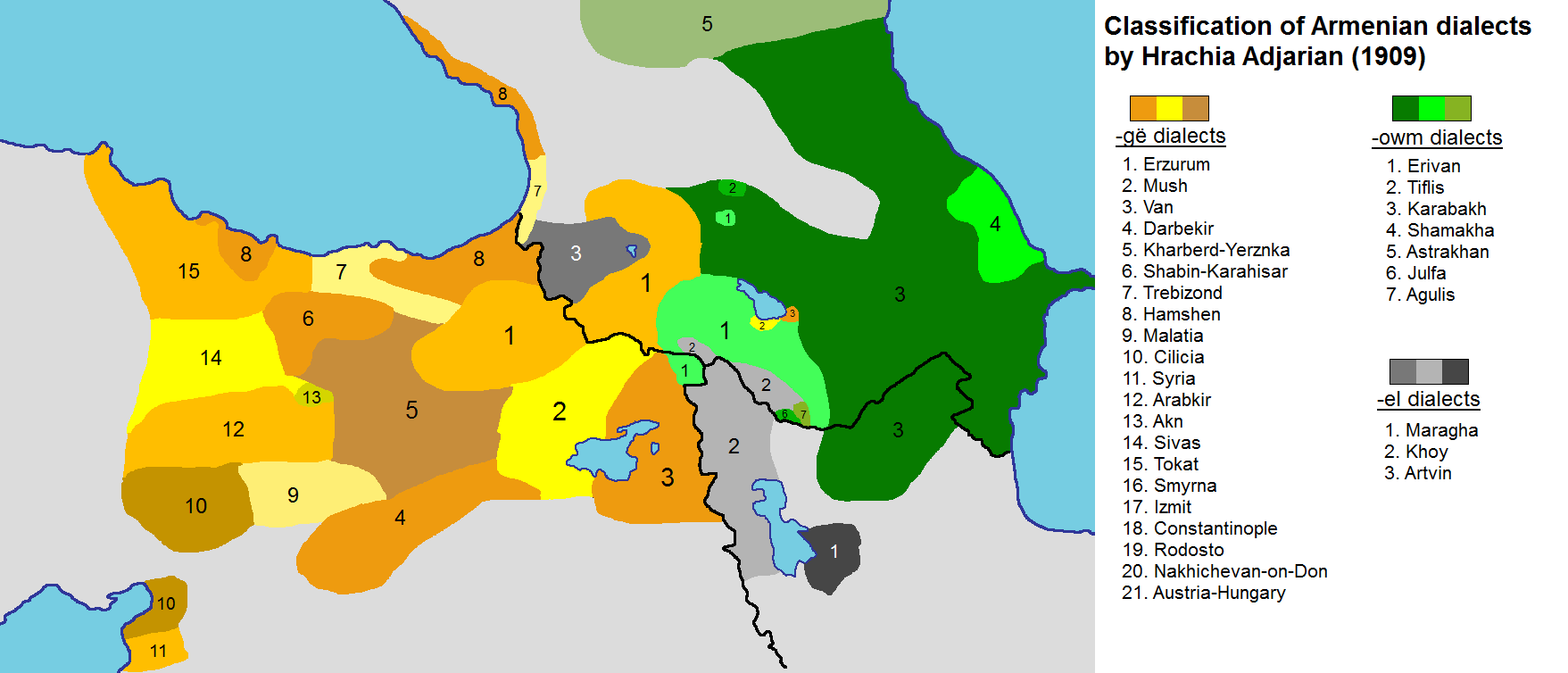
Карта диалектов армянского языка на начало XX века согласно Ачаряну:
«-ум» диалекты;
«ке» диалекты;
«-эл» диалекты.

Терминология и реалии описаны на начало XX века.

### Диалекты ветви «-ум» («-ում»)
1. Ереванский. Распространён в Ереване и окрестных уездах, в особенности Эриванском, Эчмиадзинском и Новобаязетском. В южной стороне имеет распространение до Тебриза, в западной до Кагызмана, в юго-западной стороне входит в турецкие владения и доходит до Баязета, в северной и южной стороне соприкасается с каринским и карабахским диалектами. Эриванский диалект на севере образует два островка, один в Борчалинском и Казахском уездах (Шулаверы, некоторые сёла Лори, Шамшадин) и второй в Тифлисе (квартал Авлабари). Как отмечает Р. Ачарян, ереванский диалект лучше всех остальных диалектов сохранил фонетические черты древнеармянского языка.
2. Тбилисский. Распространён только в Тифлисе, но, по всей видимости, имел распространение в остальной Грузии и был постепенно вытеснен грузинским языком.
3. Карабахский. Самый крупный из всех 31 диалектов новоармянского языка. Его границы простираются на севере до крайних отрогов Кавказского хребта, на юге до Тебриза, на востоке до Каспийского моря, на западе до озера Севан и границы ереванского и каринского диалектов. Имеет так же распространение далеко на западе, в Малой Азии, в окрестностях Смирны и Айдына живут армяне, переселившиеся в XVII-XVIII веках из Карабаха. Таким образом, карабахский диалект имеет распространение в следующих уездах: Шушинском, Зангезурском, Джеванширском, Елисаветпольском, Казахском, Нухинском, сёлах Шемахинского уезда, на западе Александропольского (Каракилиса (Ванадзор) и юге Борчалинского (Болнис-Хачен). В городах Баку, Дербент и др. За пределами Российской империи, в Персии, распространён по всему Карадагу и в целом на территории севернее Тебриза.
4. Шемахинский. Распространён в городе Шемахе и некоторых ближайших сёлах до Кубы. В остальных сёлах Шемахинского уезда проживают в основном носители карабахского диалекта, в меньшей степени Хойского. Колония носителей шемахинского диалекта проживает в селе Эрменикенд рядом с Баку.
5. Астраханский. Распространён в основном в Астрахани и простирается на юге до Дагестана.
6. Джугинский. Распространён в Джуге (Старая Джуга) Нахичеванского уезда. Джуга в средневековье была крупным торговым городом и носители джугинского диалекта распространились вплоть до Италии и Голландии. Во времена шаха Аббаса, когда жителей Араратской равнины переселили в Персию, джугинцы также вынуждены были оказаться на чужбине, основав в окрестностях Исфахана Новую Джугу. Таким образом, носители диалекта проживают помимо Старой Джуги в Персии (Новая Джуга, Шираз, Хамадан, Бушир, Тегеран, Казвин, Решт, Энзели) в английских колониях Индии и Бирмы, в голландских колониях Явы и Суматры, но их армянское население крайне малочисленно и уже в основном англоязычно.
7. Агулисский. Распространён в небольшой области на юге Нахичеванского уезда, в основном в Агулисе (Нижнем и Верхнем) и окрестных сёлах. Носители диалекта входят в этнографическую группу зоков.

### Диалекты ветви «ке» («կը»)
1. Каринский. Центром этого широко раскинутого диалекта является город Карин (Эрзурум). На юге доходит до окрестностей Хнуса (не включая сам город), на западе до Ерзнки и Гюмюшхане, в пределах России включает Карсский, Кагызманский округа, Александропольский (Гюмри), Ахалкалакский, Ахалцихский уезды, так же часть Борчалинского.
2. Мушский. Распространён на западной стороне озера Ван, центром является город Муш. На севере распространён до Хнуса и Алашкерта, на юге до Балеша (Битлис), на востоке доходит до Мокса с южной стороны и до Диадина с северной, на западе до Чапахджура (Бингёль). Переселенцы-носители мушского диалекта также населяют области вокруг Каранлука (Мартуни) в Новобаязетском уезде.
3. Ванский. Охватывает все восточные земли от озера Ван. Центр город Ван с многочисленными сёлами. Распространён на севере до Диадина, восточную часть Баязетских земель, на юге до Мокса, Шатаха и Албайрака. Переселенцы-носители ванского диалекта так же населяют области вокруг Басаргечара (Варденис) в Новобаязетском уезде.
4. Тигранакертский. Центром является город Тигранакерт (Амид, Диярбакыр). Является границей армянского языка, южнее располагается зона курдского и арабского языков. На западе диалект достигает Урхи (Эдесса, Урфа), начиная с которой река Евфрат становится границей диалекта до Аргни и прямой линией до Лидже. С севера и востока соприкасается с мушским диалектом. Таким образом, городами, населяющими носителями этого диалекта помимо Тигранакерта являются Хазро, Козлук, Хизан, Сиверек, Ухра (Эдесса) и др.
5. Харберд-Ерзнкайский. Двумя главными центрами этого диалекта являются Харберд и Ерзнка. Другие важные города с окрестными землями это Палу, Маназкерт, Чапахджур, Чмшкацаг, Чарсанджак, Кхи, Дерсим и Камах.
6. Шапин-Карахисарский. Располагается к северо-западу от линии Харберд–Ерзнка. Центр город Шапин-Карахисар и окрестные сёла, крупнейший из которых Азбдер.
7. Трапизонский. Распространён на небольшой территории и ограничивается городами Трапизон, Гюмюшхане и Кирасон. Окрестные сёла Трапезунда относятся к амшенскому диалекту. Впоследствии переселений беженцев в пределы России распространён так же на кавказском побережье Чёрного моря и Крыму: Батум, Поти, Керчь, Севастополь, Ялта.
8. Амшенский. Довольно широко раскинутый диалект, центром которого изначально являлся Амшен в Трапизонской провинции, но в результате массовых убийств армянского населения в этих краях, немалая часть амшенцев была вынуждена бежать в сёла вокруг Трапизона, Унье, Фаца, Терме, Чаршамба, в окрестности Самсона, Синопа и даже Никомедии. В конце XIX века колонии амшенских беженцев так же появились на Черноморском побережье Кавказа: Сухум, Мцара, Цебелда, Сочи, Адлер.
9. Малатийский. Распространён в Малатии и окрестных сёлах до Хиснимансура (Адыямана).
10. Киликийский. Под этим общем именем объединены говоры Зейтуна, Хаджина, Мараша и южнее от них расположенных Килиса, Паяса, Александретты, Антиохии и Сведии.
11. Сирийский. Распространён в селе Арамо в Сирии.
12. Арабкирский. Распространён в Арабкире, Тиврике, Кюрине, Даренде и в некоторых сёлах рядом с Кесарией.
13. Акнский. Распространён только в Акне (Кемалие).
14. Севастийский. Распространён и Севастии и многочисленных армянских сёлах.
15. Евдокийский. Распространён главным образом в Евдокии (Токате) и до Амасии, Марсвана, Орду, Самсона и Синопа с их окрестными сёлами.
16. Смирнский. Армянское население Малой Азии от Евдокии, Севастии и Киликии до Эгейского моря в основном туркоязычно и есть только два исключения – это население Смирны (Измира) и Никомедии (Измита) с окрестностями. Смирнский диалект распространён в Смирне, Манисе, Касабе, Менемене, Байындыре, Кыгкагаче и других окрестных селениях.
17. Никомедийский. Распространён городах в Никомедии (Измите) и Адапазаре с их окрестными сёлами, крупнейшими из которых являются Ялова, Асланбек, Бардизак, Пазаркёй, Гейве, Ортакёй, Сёлёз, Бенли и Изник.
18. Константинопольский. Распространён в Константинополе (Стамбуле) и в селениях на берегах Босфора и Золотого Рога. Константинопольский диалект лёг в основу западноармянской литературной нормы.
19. Родостийский. Распространён во Фракии, в городах Родосто (Текирдаг) и Малкара. Остальные армянские селения целиком туркоязычны.
20. Крымский. До конца XVIII века был распространён только в Крыму, но в результате начавшейся после присоединения Крыма к России армянской колонизации низовьев Дона и Северного Кавказа широко распространился в Ростове-на-Дону, Ставрополе, Майкопе, Екатеринодаре (Краснодаре), Екатеринославе (Днепре), Таганроге, Ногайске, Новочеркасске. Армянские колонисты из Крыма также основали город Нор-Нахичевань. Носители этого диалекта в самом Крыму проживают в Феодосии, Симферополе, Карасубазаре, Бахчисарае и Евпатории. Армянское население же Керчи, Ялты и Севастополя говорит на трапизонском диалекте.
21. Австро-венгерский. Это обобщённое название языка армян, проживающих в странах, входящих в Австро-Венгерскую империю: Польша, Буковина, Трансильвания, Венгрия.
22. Нор-нахичеванский. Распространён в местах компактного проживания армянских переселенцев в низовьях реки Дон — микрорайон Нахичевань в Ростове-на-Дону, сёла Чалтырь, Султан-Салы, Мясниковский район Ростовской области и т.д. На нор-нахичеванском диалекте написаны некоторые произведения известных армянских поэтов — Р. Патканяна, М. Налбандяна и др., жизнь которых связана с Нахичеванью-на-Дону.

### Диалекты ветви «-эл» («-ել»)
1. Марагинский. Распространён в Персии, на обеих сторонах озера Урмия, на востоке от которого располагается Марага, а на западе город Урмия с окрестными армянскими сёлами. Часть местного армянского населения тюркоязычна.
2. Хойский. Имеет широкое распространение не только в Персии. Помимо Хоя, Салмаста и Маку представлен так же в пределах Российской империи, в Нахичеванском, Сурмалинском (Игдыр) уездах, в сёлах Зангезура (Алилу, Ангехакот, Кушчи-Тазакенд, Уз, Мазра, Балак, Шагат, Лцен, Каракилиса, Нижняя Каракилиса, Кори, Карашен) и нескольких сёлах Карабаха (Аликулу, Муганджур).
3. Артвинский. Распространён в Артвинском округе Кутаисской губернии, Ардаганском и Ольтинском округах Карсской области (Артвин, Ардаган, Ардануч, Олту).